# Muránska Zdychava
Muránska Zdychava és un poble i municipi d'Eslovàquia que es troba a la regió de Banská Bystrica.

## Història
La primera menció escrita de la vila es remunta al 1427.

## Demografia
| Godina             | 1994 | 2004   | 2014    | 2024   |
| ------------------ | ---- | ------ | ------- | ------ |
| Nombre de persones | 304  | 293    | 250     | 218    |
| Diferència         |      | −3,61% | −14,67% | −12,8% |

| Godina             | 2023 | 2024   |
| ------------------ | ---- | ------ |
| Nombre de persones | 219  | 218    |
| Diferència         |      | −0,45% |